# Alto de Minas
El Alto de Minas, (2.434 m s. n. m.), es un puerto de montaña situado en la Cordillera Central en la Región Andina en la vía que conecta a los municipios de Santa Bárbara (desde el sur) y Caldas (desde el norte) en el departamento de Antioquia en Colombia.

## Ciclismo
Este puerto ha formado parte de las principales carreras de ciclismo del país en múltiples ocasiones.
La vertiente que viene desde el sur pasa primero por el municipio de La Pintada para luego atravesar el municipio de Santa Bárbara en su ascenso hacia el Alto de Minas. El ascenso por esta vertiente es un exigente puerto de montaña de 41,85 km de longitud con un desnivel positivo de 1987 m y tiene una pendiente media de 4,31% y una pendiente máxima de 11%.
La vertiente que viene desde el norte proveniente del municipio de Caldas, es un puerto de 8,9 km de longitud con un desnivel positivo de 583 m y tiene una pendiente media de 6,5%.

### Final de etapa de la Vuelta a Colombia
El puerto ha formado parte de la Vuelta a Colombia, pero solo en una ocasión ha sido usado como final de etapa.
| Año  | Etapa | Distancia | Categoría | Inicio                         | Fin           | Primero en la cima |
| ---- | ----- | --------- | --------- | ------------------------------ | ------------- | ------------------ |
| 2024 | 8     | 144,3     | 1         | Supía (pasando por La Pintada) | Alto de Minas | Yesid Pira         |

F.C.: Fuera de categoría